# Eriococcus sachalinensis
Eriococcus sachalinensis är en insektsart som beskrevs av Siraiwa 1939. Eriococcus sachalinensis ingår i släktet Eriococcus och familjen filtsköldlöss. Inga underarter finns listade i Catalogue of Life.